# Work (canção de Jimmy Eat World)
"Work" é uma musica da banda Jimmy Eat World do álbum Futures. É o segundo single lançado deste álbum. Liz Phair faz a voz secundária nesta canção.

## Faixas
CD
1. "Work" (versão do álbum) - 3:23
2. "Drugs Or Me" (Styrofoam Remix) - 5:17
3. "Work" (versão acústica) - 3:20
4. "Work" (Video)

## Recepção da crítica
"Work" foi bem recebido pelos críticos, sendo referido como um "clássico" e foi descrita como "uma música feita sob medida para fantasias de adolescentes fugitivos."

## Na cultura popular
A música apareceu em programas de televisão como One Tree Hill e Gossip Girl.

## Paradas
| Paradas Musicais                                | Melhor posição |
| ----------------------------------------------- | -------------- |
| Canadá Rock Top 30 (Radio & Records)            | 17             |
| UK Singles (Official Charts Company)            | 49             |
| Estados Unidos Billboard Alternative Songs      | 6              |
| Estados Unidos Billboard Bubbling Under Hot 100 | 10             |